# Thereva major
Thereva major är en tvåvingeart som beskrevs av Matsumura 1905. Thereva major ingår i släktet Thereva och familjen stilettflugor. Inga underarter finns listade i Catalogue of Life.